# Alois 2. af Liechtenstein
Alois 2. af Liechtenstein (født 26. maj 1796, død 12. november 1858) var fyrste af Liechtenstein fra 1836 til 1858.
Han var søn af Fyrst Johan 1. Josef og Fyrstinde Josepha. 
Alois bidrog aktivt til Liechtensteins økonomiske og politiske udvikling. 
Han giftede sig med Franziska Kinsky i Wien. De fik ni døtre og to sønner. Efter sin død blev han efterfulgt af begge sine to sønner Johan 2. og Franz 1..